# 笑顔でおは天!!
笑顔でおは天!!（えがおでおはてん）は、2007年4月2日から2013年3月29日まで放送していた文化放送のラジオ番組。
本項では、2007年11月18日から2008年3月30日まで放送していた『日曜だよ! 笑顔でおは天!!』 （にちようだよ えがおでおはてん）についても記述する。

## 概要
両番組とも、気象予報士資格を持つアナウンサーが、パーソナリティーを担当した。関東地方を中心とする天気予報や解説をはじめ、ニュース、交通情報、投稿の紹介などで構成していた。
2013年3月29日、番組が終了した。同日で終了した『夕やけ寺ちゃん 活動中』の寺島尚正が当該枠に移動し、後番組『おはよう寺ちゃん 活動中』が4月1日より、放送を開始した。

## 笑顔でおは天!!

### 放送期間
2007年4月2日 - 2013年3月29日

### 放送時間
毎週月 - 金曜 5:00 - 6:00

### パーソナリティ
| 期間       | 期間       | 月・火曜 | 水曜     | 木・金曜 |
| ---------- | ---------- | -------- | -------- | -------- |
| 2007.4.2   | 2011.12.16 | 伊藤佳子 | 鈴木純子 | 鈴木純子 |
| 2011.12.19 | 2012.1.27  | 伊藤佳子 | 伊藤佳子 | 鈴木純子 |
| 2012.1.30  | 2012.7.27  | 伊藤佳子 | 伊藤佳子 | 井坂綾   |
| 2012.7.30  | 2013.3.29  | 伊藤佳子 | 伊藤佳子 | 鈴木純子 |

### 放送終了時のタイムテーブル
- 5:00：オープニング
- 5:04：おは天チェック!、今朝一番のニュース、スポーツニュース
- 5:12：交通情報
- 5:14：天気予報
- 5:15：文化放送 エコライフ情報
- 5:16：おは天チェック、天気予報
  - スペシャルウィーク時はエコライフ情報終了後に「おは天 わくわく電話で合言葉」（番組が指定した日替わりの合い言葉を言うだけで、商品をゲットする企画）のパート1に入る。
- 5:22：朝刊ひろい読み
- 5:27：おは天 川柳
  - 週替わりで発表されるテーマに沿って投稿された、川柳の紹介。
- 5:29：天気予報
- 5:30：ラジオライブラリー「新・人間革命」
- 5:40：今朝一番の新聞見出し、天気予報
- 5:42：まかせて おは天（2008年3月31日 - ）
  - 通常時は投稿紹介。スペシャルウィーク時は「おは天 わくわく電話で合言葉」のパート2。
- 5:44：天気予報
  - 2010年12月からはスペシャルウィーク時のみ
- 5:46：文化放送ニュースフラッシュ（2008年3月31日 - ）
- 5:50：松井宏夫の健康百科
  - 山梨放送、北陸放送にもネット。伊藤が担当している。
  - 本番組開始以前から放送している長寿健康番組だが、本番組終了日が最終回であることが3月22日放送分で判明し、本番組と共に終了した番組である。
  - スペシャルウィーク時は本コーナー終了後に、おは天 わくわく電話で合言葉のパート3に入る。
- 5:53：おは天!! まとめてチェック!（2010年12月 - ）
  - 関東地方各地の天気予報
- 5:55：エンディング

### 過去に放送されていたコーナー
- あなたの はてな（ - 2008年3月28日）
  - 「まかせて おは天」の前身にあたる投稿コーナー。
- おは天!! 生電話クイズ
  - スペシャルウィーク時に実施する、まかせて おは天内のコーナー。応募者の中から、1名に電話を繋いで、3択問題を出題。
- おは天フラッシュ（ - 2011年7月29日、2011年8月からは文化放送ニュースフラッシュと統合）
  - 2009年1月までは豆知識のコーナーだった。
- お天気 はてな（ - 2012年3月30日）
  - 通常時と聴取率調査期間(スペシャルウィーク)1週目は投稿紹介（2008年2月までは、スペシャルウィーク時も投稿紹介）。2008年4月から、スペシャルウィーク時、2週目（スペシャルウィークが1週間しかない場合も）は「ヨスコとズンコのお天気教室」。
- ヨスコとズンコのお天気教室（2008年4月 - 2011年2月）
  - 聴取率調査期間(スペシャルウィーク)2週目（スペシャルウィークが1週間しかない場合も）は「お天気 はてな」のコーナーを借りて、伊藤がヨスコ先生、鈴木がズンコちゃんに扮し、気象にまつわる授業を展開すコーナー。2013年2月に実施している番組最後のスペシャルウィークは1週限りで、5:20台の朝刊コーナーを借りる形で復活した。

### BGM・ジングル
- 2009年4月から、天気予報、スポーツニュースのBGMが、2010年10月から、ジングルがリニューアルされた。2012年7月からは、松井宏夫の健康百科に提供スポンサーが付く場合に限り、コーナー専用のジングルが使用されるようになったため、今まで使用されたジングルはお天気まとめてチェック前に移動となった（提供スポンサーがない場合はいつも通りとなっていた）。
  - リニューアル後のジングルの1つが一時、使用休止になっていたが、お天気 はてなの終了にともない、事前に使用していたジングルがおは天川柳前に移動したため（鈴木産休時は、ラジオライブラリー「新・人間革命」終了後に再び使用）、それを埋める形で復活していた。

## 日曜だよ! 笑顔でおは天!!

### 放送期間
2007年11月18日 - 2008年3月30日

### 放送時間
毎週日曜 5:45 - 6:00

### 出演者
- 伊藤佳子
- 鈴木純子
- 太田英明（文化放送アナウンサー）※ナレーション
- 宿直アナウンサー
  - この番組は、大半の部分が事前収録だったと推測される。ニュースや天気予報の部分は伊藤・鈴木・太田ではなく、宿直のアナウンサーが担当していた。

### タイムテーブル
- 5:45：オープニング
- 5:47：ヨスコとズンコのお天気教室
- 5:55：文化放送ニュース 天気予報
- 5:58：エンディング